# Irbisia cuneomaculata
Irbisia cuneomaculata är en insektsart som beskrevs av Willis Blatchley 1934. Irbisia cuneomaculata ingår i släktet Irbisia och familjen ängsskinnbaggar. Inga underarter finns listade i Catalogue of Life.